# Daniela Giolito
Daniela Giolito (Torino, 1949) è un'ex sciatrice alpina italiana.

## Biografia
Sciatrice polivalente originaria di Sauze d'Oulx, Daniela Giolito debuttò in campo internazionale in occasione dello slalom gigante disputato a Oberstaufen il 7 gennaio 1966 (41ª). In Coppa del Mondo esordì nella stagione inaugurale del circuito, il 1º febbraio 1967 a Monte Bondone in slalom speciale (21ª), e conquistò il miglior risultato il 3 marzo dello stesso anno a Sestriere in discesa libera (14ª), alla sua ultima gara nel circuito; il giorno successivo disputò nella medesima località la sua ultima gara internazionale, lo slalom speciale valido per il trofeo Arlberg-Kandahar ma non per la Coppa del Mondo, classificandosi 16ª (nella combinata fu 15ª). La sua carriera si interruppe bruscamente a causa di un grave incidente stradale occorsole presso Madesimo nel dicembre dello stesso anno; non prese parte a rassegne olimpiche o iridate.

## Palmarès

### Campionati italiani
- 1 medaglia[5]:
  - 1 bronzo (slalom gigante nel 1967)